# Liste der Stolpersteine in Neu-Ulm

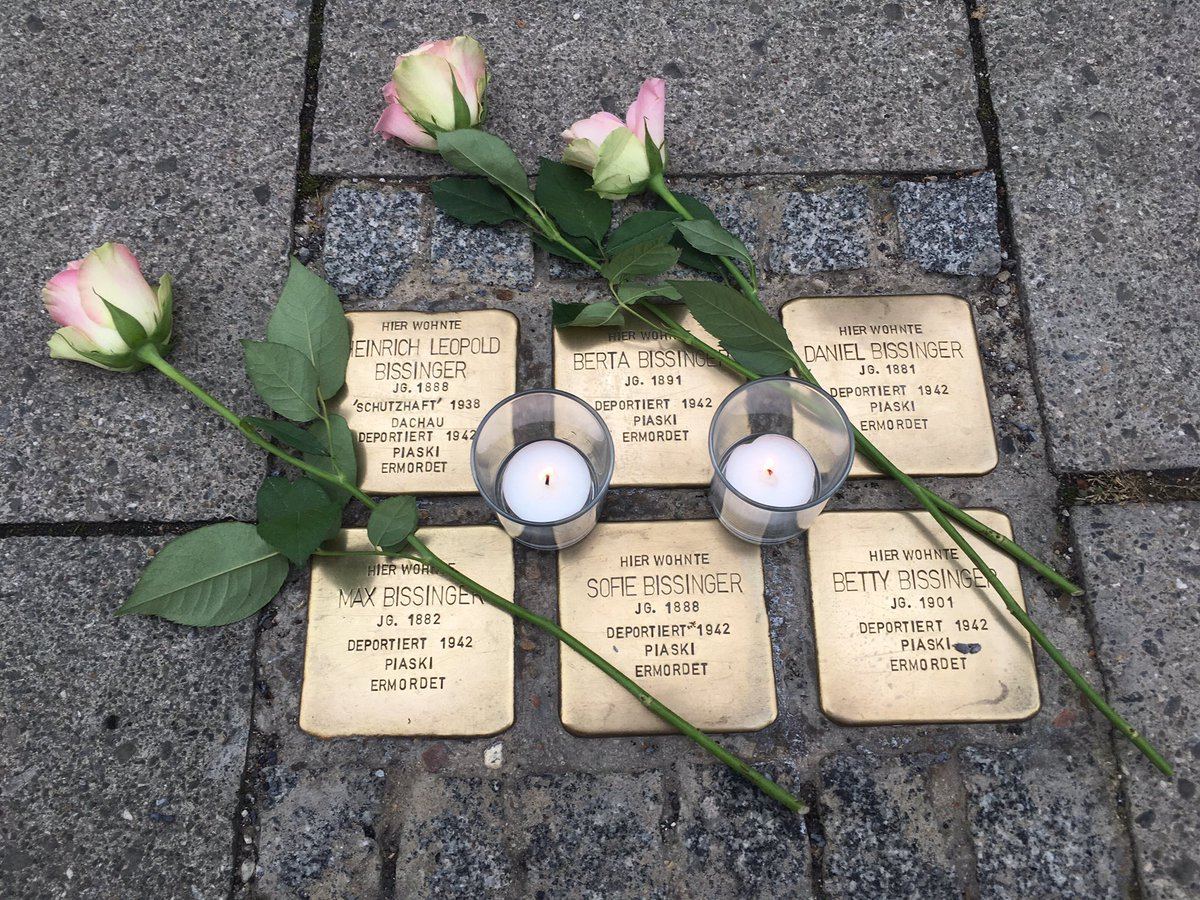
Stolpersteine für die Familie Bissinger, alle nach Piaski deportiert und alle ermordet

In der Liste der Stolpersteine in Neu-Ulm werden die in Neu-Ulm bisher vorhandenen Stolpersteine aufgeführt (Stand August 2019). Sie sind Teil des europaweiten Projektes „Stolpersteine“ des Kölner Künstlers Gunter Demnig. Dabei handelt es sich um dezentrale Mahnmale, die an das Schicksal derjenigen Menschen erinnern sollen, die in Neu-Ulm gelebt haben und von den Nationalsozialisten deportiert und unter anderem in Konzentrationslagern und Vernichtungslagern ermordet wurden.
Die ersten zehn Stolpersteine wurden am 14. September 2015 in Neu-Ulm verlegt. Alle Neu-Ulmer Stolpersteine sind ehemaligen jüdischen Mitbürgerinnen und Mitbürgern gewidmet. Schülerinnen und Schüler der 9. Klassen der Inge-Aicher-Scholl-Realschule und der Christoph-Probst-Realschule mit ihren Lehrerinnen sowie ein interessierter Bürger recherchierten im Vorfeld der Verlegung mit Unterstützung durch die Stadtverwaltung Neu-Ulm die Biografien der betreffenden NS-Opfer. Sämtliche Stolpersteine wurden im Jahr 2015 von Neu-Ulmer Stadträten aus privaten Mitteln gestiftet. Die Stadt Neu-Ulm finanzierte die erforderlichen Straßenarbeiten.

## Verlegte Stolpersteine
In Neu-Ulm wurden 29 Stolpersteine an elf Standorten verlegt. Die Liste enthält die Adressenangabe des jeweiligen Stolpersteins, den Namen des NS-Opfers, einige biografische Informationen und ein Bild des Stolpersteins. Ausführliche Beschreibungen der Einzelschicksale sind mit den jeweiligen Personen verlinkt und durch Anklicken des Wortes „Biografie“ abrufbar.
| Stolperstein | Inschrift | Standort                                      | Name, Leben |
| ------------ | --- | --------------------------------------------- | --- |
|              | HIER WOHNTE SIEGFRIED BAULAND JG. 1886 FLUCHT 1940 USA                                                                                     | Bahnhofstraße 16 ·                            | Siegfried Bauland wurde am 2. Oktober 1886 geboren. Er stammte aus einer jüdischen Familie. Er wurde Pferde- und Viehhändler. Am 16. März 1940 gelang ihm die Flucht in die USA. 1945 wurde er dort eingebürgert. -> Biografie |
|              | HIER WOHNTE FLORA BAYERSDORFER GEB. MOOS JG. 1878 DEPORTIERT 1943 AUSCHWITZ ERMORDET 1943                                                  | Hermann-Köhl-Straße 16 ·                      | Flora Bayersdorfer geb. Moos wurde am 30. Juli 1878 geboren. Sie musste 1940 nach der "Arisierung" ihrer Wohnung in der Hermann-Köhl-Straße in das Haus der Familie Bissinger umziehen. 1942 war sie für die Deportation in das Ghetto Izbica vorgesehen, war dafür aber zu alt und gebrechlich. Im März 1943 musste sie nach München umziehen und wurde von dort vermutlich in das KZ Auschwitz verfrachtet und dort ermordet. -> Biografie |
|              | HIER WOHNTE BERTA BISSINGER JG. 1891 DEPORTIERT 1942 PIASKI ERMORDET                                                                       | Augsburger Straße 34 ·                        | Berta Bissinger geb. Bissinger wurde am 24. August 1891 geboren. Ihr Ehemann Heinrich Leopold Bissinger sowie ihre vier Geschwister wurden am 1. April 1942 deportiert und im polnischen Lager Piaski ermordet. -> Biografie |
|              | HIER WOHNTE BETTY BISSINGER JG. 1901 DEPORTIERT 1942 PIASKI ERMORDET                                                                       | Augsburger Straße 34 ·                        | Betty Bissinger wurde am 8. September 1901 geboren. Ihre vier Geschwister und ihr Schwager Heinrich Leopold Bissinger wurden am 1. April 1942 deportiert und im polnischen Lager Piaski ermordet. -> Biografie |
|              | HIER WOHNTE DANIEL BISSINGER JG. 1881 DEPORTIERT 1942 PIASKI ERMORDET                                                                      | Augsburger Straße 34 ·                        | Daniel Bissinger wurde am 14. Februar 1881 geboren. Seine vier Geschwister und sein Schwager Heinrich Leopold Bissinger wurden am 1. April 1942 deportiert und im polnischen Lager Piaski ermordet. -> Biografie |
|              | HIER WOHNTE HEINRICH LEOPOLD BISSINGER JG. 1888 'SCHUTZHAFT' 1938 DACHAU DEPORTIERT 1942 PIASKI ERMORDET                                   | Augsburger Straße 34 ·                        | Heinrich Leopold Bissinger wurde am 17. September 1888. Seine Ehefrau Berta Bissinger sowie deren vier Geschwister wurden am 1. April 1942 deportiert und im polnischen Lager Piaski ermordet. -> Biografie |
|              | HIER WOHNTE MAX BISSINGER JG. 1882 DEPORTIERT 1942 PIASKI ERMORDET                                                                         | Augsburger Straße 34 ·                        | Max Bissinger wurde am 7. August 1882 geboren. Seine vier Geschwister und sein Schwager Heinrich Leopold Bissinger wurden am 1. April 1942 deportiert und im polnischen Lager Piaski ermordet. -> Biografie |
|              | HIER WOHNTE SOFIE BISSINGER JG. 1888 DEPORTIERT 1942 PIASKI ERMORDET                                                                       | Augsburger Straße 34 ·                        | Sofie Bissinger wurde am 13. Juni 1888 geboren. Ihre vier Geschwister und ihr Schwager Heinrich Leopold Bissinger wurden am 1. April 1942 deportiert und im polnischen Lager Piaski ermordet. -> Biografie |
|              | HIER WOHNTE JAKOB KARNOWSKI JG. 1880 'POLENAKTION' 1938 BENTSCHEN / ZBASZYN ŁODZ / LITZMANNSTADT ERMORDET 26.2.1942                        | Beethovenstraße 11, · Stadtteil Offenhausen · | Jakob Karnowski wurde am 27. Februar 1880 geboren. Er und seine Ehefrau Regina stammten ursprünglich aus Polen. Das Ehepaar lebte lange in Neu-Ulm und betrieb ein Zigarrengeschäft. Im Jahr 1938 wurden sie zurück nach Polen deportiert. Jakob Karnowski starb am 26. Februar 1942 im Ghetto Litzmannstadt. -> Biografie |
|              | HIER WOHNTE REGINA KARNOWSKI JG. 1884 'POLENAKTION' 1938 BENTSCHEN / ZBASZYN ŁODZ / LITZMANNSTADT ERMORDET 18.3.1942                       | Beethovenstraße 11, · Stadtteil Offenhausen · | Regina Karnowski geb. Nejmann/Neumann wurde am 16. März 1884 geboren. Sie und ihr Ehemann Jakob stammten ursprünglich aus Polen. Das Ehepaar lebte lange in Neu-Ulm und betrieb ein Zigarrengeschäft. Im Jahr 1938 wurden sie zurück nach Polen deportiert. Regina Karnowski starb am 18. März 1942 im Ghetto Litzmannstadt. -> Biografie |
|              | HIER WOHNTE SIEGMUND LIEBERMANN JG. 1857 DEPORTIERT 1942 THERESIENSTADT ERMORDET 23.9.1942                                                 | Bahnhofstraße 12 ·                            | Siegmund Liebermann wurde am 16. September 1857 geboren. Er war Hopfenhändler. Er wurde als fast 85-Jähriger im Jahr 1942 in das Konzentrationslager Theresienstadt deportiert und starb dort wenige Wochen später an einer Krankheit. -> Biografie |
|              | HIER WOHNTE ALFRED NEUBURGER JG. 1883 'SCHUTZHAFT' 1938 DACHAU DEPORTIERT 1944 THERESIENSTADT 1944 AUSCHWITZ ERMORDET                      | Schützenstraße 38 ·                           | Alfred Neuburger wurde am 4. September 1883 geboren. Er war Rechtsanwalt. Er wurde zunächst in das Konzentrationslager Theresienstadt deportiert und starb am 28. Oktober 1944 im Vernichtungslager Auschwitz-Birkenau. -> Biografie |
|              | HIER WOHNTE EMIL NEUMANN JG. 1876 FLUCHT 1940 BRASILIEN                                                                                    | Schützenstraße 38 ·                           | Emil Neumann wurde am 21. März 1876 in Nördlingen geboren. Im August 1908 heiratete er Paula Kirschbaum. Sie hatten drei Kinder: Cilli, Siegfried und Ilse. Emil Neumann arbeitete in Ulm als Kaufmann, 1919 übernahm er die Zigarrengroßhandlung seines Schwiegervaters. 1939 wurde das Ehepaar in die Hindenburgstraße 34 zwangsumgesiedelt. Nach dem Erhalt eines Reisepasses flüchteten sie 1940 nach Brasilien. Im November 1941 wurde ihnen die deutsche Staatsbürgerschaft entzogen. Emil Neumann starb im April 1949 im Exil. Biografie |
|              | HIER WOHNTE FRIDA NEUMANN GEB. HEINBACH JG. 1911 FLUCHT 1937 BRASILIEN                                                                     | Schützenstraße 38 ·                           | Frida Neumann geb. Heinbach wurde am 28. April 1911 geboren. Sie heiratete am 12. April 1937 Siegfried Neumann. 1937 emigrierten sie und ihr Mann nach São Paulo in Brasilien. Später holte das Ehepaar Siegfrieds Eltern nach. Frida Neumann starb in den Neunzigern im Exil. Biografie |
|              | HIER WOHNTE ILSE NEUMANN JG. 1913 FLUCHT 1937 USA                                                                                          | Schützenstraße 38 ·                           | Ilse Neumann wurde am 27. Dezember 1913 als drittes und jüngstes Kind von Emil und Paula Neumann in Ulm geboren. Ihre Geschwister waren Cilli und Siegfried Neumann. Im April 1937 emigrierte sie nach Chicago in den USA. Sie starb 2015 im Alter von 102 Jahren. Biografie |
|              | HIER WOHNTE PAULA NEUMANN GEB. KIRSCHBAUM JG. 1886 FLUCHT 1940 BRASILIEN                                                                   | Schützenstraße 38 ·                           | Paula Neumann geb. Kirschbaum wurde am 4. August 1886 in Neu-Ulm geboren. Im August 1908 heiratete sie Emil Neumann. Sie hatten drei Kinder: Cilli, Siegfried und Ilse. 1939 wurden sie in die Hindenburgstraße 34 zwangsumgesiedelt. Nach dem Erhalt eines Reisepasses flüchteten sie 1940 nach Brasilien. Im November 1941 wurde ihnen die deutsche Staatsbürgerschaft entzogen. Paula Neumann starb im Juni 1952 im Exil. -> Biografie |
|              | HIER WOHNTE SIEGFRIED NEUMANN JG. 1911 FLUCHT 1937 BRASILIEN                                                                               | Schützenstraße 38 ·                           | Siegfried Neumann wurde am 19. November 1911 geboren. Er war der Sohn von Emil und Paula Neumann. Er war der Bruder von Cilli und Ilse. 1937 emigrierten er und seine Frau Frieda Neumann nach São Paulo in Brasilien. Später holte das Ehepaar seine Eltern nach. Siegfried Neumann starb in den Neunzigern im Exil. Biografie |
|              | HIER WOHNTE EMANUEL ROSENTHAL JG. 1901 FLUCHT 1939 ENGLAND                                                                                 | Wallstraße 22 ·                               | Emanuel Rosenthal wurde am 22. Januar 1901 geboren. Er heiratete 1931 Emilie Zettler. Mit ihr bekam er 1934 Tochter Eva. Emanuel Rosenthal arbeitete als Kantorist bei der Firma „Nathan Strauss Hüttenwerke“ in Ulm. Im Juli 1939 floh er nach England. Emanuel Rosenthal starb 1955 in London. -> Biografie |
|              | HIER WOHNTE EMILIE ROSENTHAL GEB. ZETTLER JG. 1899 FLUCHT 1940 ITALIEN MIT HILFE ÜBERLEBT                                                  | Wallstraße 22 ·                               | Emilie Rosenthal geb. Zettler wurde am 25. Dezember 1899 geboren. Sie war protestantischen Glaubens und heiratete 1931 Emanuel Rosenthal. 1940 floh sie mit ihrer Tochter Eva nach Italien, wo sie mit Hilfe überlebten. -> Biografie |
|              | HIER WOHNTE EVA ROSENTHAL JG. 1934 FLUCHT 1940 ITALIEN MIT HILFE ÜBERLEBT                                                                  | Wallstraße 22 ·                               | Eva Rosenthal wurde am 8. September 1934 als Tochter von Emilie und Emanuel Rosenthal geboren. 1940 floh sie mit ihrer Mutter nach Italien, wo sie heiratete und anschließend nach England emigrierte. -> Biografie |
|              | HIER WOHNTE CILLI SCHULMANN GEB. NEUMANN JG. 1910 FLUCHT 1939 USA                                                                          | Schützenstraße 38 ·                           | Cilli Schulmann geb. Neumann, genannt Celia, wurde am 7. Oktober 1910 in Ulm als ältestes Kind von Emil und Paula Neumann geboren. Sie hatte einen jüngeren Bruder Siegfried und eine jüngere Schwester Ilse. Im Dezember 1935 heiratete sie Paul Schulmann. Nach dem Entmietungsgesetz 1939 wurden sie in die Hindenburgstraße 34 zwangsumgesiedelt. Mit dem letzten deutschen Schiff gelang dem Ehepaar im November 1939 die Flucht in die USA. Mit dem Erhalt der US-Staatsbürgerschaft änderte Cilli Schulmann ihren Namen in Celia Schulman. 1991 besuchte sie mit ihrer Tochter Ruth Feigenbaum noch einmal Ulm. Sie starb am 4. Oktober 2011 mit knapp 101 Jahren. -> Biografie |
|              | HIER WOHNTE PAUL SCHULMANN JG. 1905 'SCHUTZHAFT' 1938 DACHAU FLUCHT 1939 USA                                                               | Schützenstraße 38 ·                           | Paul Schulmann wurde am 29. Juli 1905 in Ulm geboren. Er lernte nach der Reifeprüfung den Beruf des Kaufmanns. Im Dezember 1935 heiratete er Cilli Neumann. Paul Schulmann wurde von November 1938 bis Januar 1939 im KZ Dachau interniert. Nach dem Entmietungsgesetz 1939 wurde das Ehepaar in die Hindenburgstraße 34 zwangsumgesiedelt. Als sie die Einreisegehmigung für die USA erhielten, wurde Paul Schulmann aus Dachau entlassen. Mit dem letzten deutschen Schiff gelang dem Ehepaar im November 1939 die Flucht. Mit dem Erhalt der US-Staatsbürgerschaft änderten sie ihren Nachnamen in Schulman. Paul Schulmann starb am 14. Juni 1976. -> Biografie |
|              | HIER WOHNTE JOSEF STERN JG. 1893 DEPORTIERT 1942 PIASKI ERMORDET 29.6.1942 MAJDANEK                                                        | Johannisstraße 4 ·                            | Josef Stern wurde am 2. April 1893 geboren. Er wollte schon 1939 nach Kuba auswandern, dies gelang jedoch nicht. So musste er von der Johannisstraße 4 in das Haus von Anna Wolff umziehen, bevor er 1942 über das Sammellager Milbertshofen erst in das Lager Piaski und später in das KZ Majdanek deportiert wurde. Er starb unter ungeklärten Umständen am 29. Juni 1942 in Majdanek. -> Biografie |
|              | HIER WOHNTE ELISABETHA STOSS GEB. ROSENSTIEL VERW. WALLERSTEIN JG. 1895 VERHAFTET 1938 GEFÄNGNIS NEU-ULM ENTLASSEN 1938 MIT HILFE ÜBERLEBT | Augsburger Straße 45 ·                        | Pauline Elisabetha Stoß-Wallersteiner geb. Rosenstiel, genannt Alice, wurde am 18. Februar 1895 geboren. Sie heiratete in erster Ehe Dr. Hugo Egon Wallersteiner und nach dessen Tod 1933 in zweiter Ehe den Arzt Dr. Ludwig Stoß. Nach der Reichspogromnacht wurde sie kurz inhaftiert, aber wieder auf freien Fuß gesetzt. 1939 unternahm das Ehepaar Stoß einen Fluchtversuch nach England, der misslang. Im März 1945 wurden Alice und Dr. Ludwig Stoß ausgebombt und versteckten sich in Attenhofen vor umherziehenden Nationalsozialisten. Alice Stoß starb am 12. November 1979. -> Biografie |
|              | HIER WOHNTE DR. LUDWIG STOSS JG. 1887 1935 ABGESETZT ALS CHEFARZT NACH HETZKAMPAGNE IM STÜRMER WEITER TÄTIG ALS ARZT                       | Augsburger Straße 45 ·                        | Dr. Ludwig Stoß, geboren 1887, praktizierte als Chirurg und Gynäkologe. Schon vor der Ehe mit der Jüdin Alice Wallersteiner wurde ihm von der Verehelichung abgeraten, da sonst seine Anstellung im Neu-Ulmer Krankenhaus gefährdet sei. 1935 gab es dann eine Hetzkampagne wegen der jüdischen Abstammung seiner Frau, obwohl diese bereits aus der israelitischen Kultusgemeinde ausgetreten war. Das Ehepaar wurde aber vom Neu-Ulmer Bürgermeister Franz Josef Nuißl protektiert. Ab 1939 wurde die Situation für Alice und Dr. Ludwig Stoß kritisch, doch Ludwig Stoß weigerte sich, seine Frau zu verlassen: "Wenn meiner Frau auch nur das geringste passiert, werde ich keinen mehr von euch operieren". Im März 1945 wurden Alice und Dr. Ludwig Stoß ausgebombt und versteckten sich in Attenhofen vor umherziehenden Nationalsozialisten. Dr. Ludwig Stoß überlebte den Krieg und starb 1966. -> Biografie |
|              | HIER WOHNTE ARTHUR STRAUSS JG. 1878 FLUCHT 1940 USA                                                                                        | Insel 2 ·                                     | Arthur Strauß, geboren 1878, war der Ehemann von Pauline Strauß. Aufgrund des Entmietungsgesetzes wurde das Ehepaar 1939 in die Hindenburgstraße 34 zwangsumgesiedelt. Im Juli 1939 bekamen Pauline und Arthur Strauß die Unbedenklichkeitsbescheinigung für einen Auslandsreisepass und wanderten ein Jahr später in die USA aus. Im Jahr 1941 wurde ihnen die deutsche Staatsbürgerschaft entzogen. -> Biografie |
|              | HIER WOHNTE PAULINE STRAUSS GEB. LANDAUER JG. 1875 FLUCHT 1940 USA                                                                         | Insel 2 ·                                     | Pauline Strauß geb. Landauer, geboren 1875, war die Frau von Arthur Strauß. Aufgrund des Entmietungsgesetzes wurde das Ehepaar 1939 in die Hindenburgstraße 34 zwangsumgesiedelt. Im Juli 1939 bekamen Pauline und Arthur Strauß die Unbedenklichkeitsbescheinigung für einen Auslandsreisepass und wanderten ein Jahr später in die USA aus. Im Jahr 1941 wurde ihnen die deutsche Staatsbürgerschaft entzogen. -> Biografie |
|              | HIER WOHNTE ANNA WOLFF GEB. BERNHEIM JG. 1876 DEPORTIERT 1942 THERESIENSTADT ERMORDET 6.9.1943                                             | Schützenstraße 41 ·                           | Anna Wolff geb. Bernheim, geboren am 5. Mai 1876, war nach dem Tod ihres Mannes David Theodor Wolff von 1921 bis 1933 die Firmeninhaberin der Schäftefabrik L. Bernheim & Sohn. Von der ersten Deportationswelle im April 1942 blieb sie noch verschont, doch am 10. August 1942 wurde sie in das Konzentrationslager Theresienstadt deportiert. Dort starb sie am 6. März 1943. -> Biografie |
|              | HIER WOHNTE FRIEDA WURMSER JG. 1894 FLUCHT 1939 SCHOTTLAND USA                                                                             | Schützenstraße 38 ·                           | Frieda Wurmser, geboren am 6. September 1894, musste im Juni 1939 nach der "Arisierung" in die Hindenburgstraße 34 (heute Augsburger Straße) umziehen. Von dort floh sie im Juli 1939 über Edinburgh/Schottland in die USA, wo sie am 10. September 1940 ankam. -> Biografie |

## Verlegedaten
- 14. September 2015: zehn Stolpersteine (Bahnhofstraße 12, Beethovenstraße 11, Augsburger Straße 34, Schützenstraße 38 (Alfred Neuburger))
- 29. Oktober 2016: fünf Stolpersteine[1] (Bahnhofstraße 16, Hermann-Köhl-Straße 16, Johannisstraße 4, Schützenstraße 38 (Frieda Wurmser) und 41)
- 12. Oktober 2017: acht Stolpersteine[4] (Augsburger Straße 45, Insel 2, Schützenstraße 38 (Emil und Paula Neumann, Cilli und Paul Schulmann))
- 2. April 2019: sechs Stolpersteine[5] (Schützenstraße 38 (Frieda, Ilse und Siegfried Neumann), Wallstraße 22)